# The Public Defender
The Public Defender è una serie televisiva statunitense in 69 episodi trasmessi per la prima volta nel corso di 2 stagioni dal 1954 al 1955.
È una serie del genere giudiziario incentrata sui casi di Bart Matthews, un avvocato per gli indigenti.

## Personaggi e interpreti
- Bart Matthews (69 episodi, 1954-1955), interpretato da Reed Hadley.
- 1st Detective (7 episodi, 1954-1955), interpretato da John Close.
- Boss (5 episodi, 1954-1955), interpretato da Ben Welden.
- Julie Saunders (5 episodi, 1954), interpretato da Jeri Lou James.
- Detective Tenente Walsh (4 episodi, 1954), interpretato da James Flavin.
- Cashier (4 episodi, 1954), interpretato da Betty Finley.
- Detective Sergente Eggers (3 episodi, 1954-1955), interpretato da Walter Coy.
- Brown (3 episodi, 1954-1955), interpretato da Frankie Darro.
- Gene Aiken (3 episodi, 1954-1955), interpretato da Clark Howat.
- 1st Detective (3 episodi, 1954-1955), interpretato da Dennis Moore.
- Albert Milne (3 episodi, 1954-1955), interpretato da Robert Osterloh.
- Chris Holt (3 episodi, 1954), interpretato da Chris Drake.
- Chief Paul Carter (3 episodi, 1954-1955), interpretato da Russ Conway.
- Charles Landis (3 episodi, 1954), interpretato da Stuart Randall.
- Bonnie Landis (3 episodi, 1954-1955), interpretato da Ann Doran.
- Governatore (3 episodi, 1954), interpretato da Grandon Rhodes.
- Ed McGrath (3 episodi, 1954-1955), interpretato da Hugh Beaumont.
- Capitano Williams (3 episodi, 1954-1955), interpretato da Don Haggerty.
- Dan Stewart (3 episodi, 1954), interpretato da Tom Brown.
- Collette Marchand (3 episodi, 1954-1955), interpretato da Gladys Holland.
- Doc Charles (3 episodi, 1954-1955), interpretato da John Harmon.
- Hotel Manager (3 episodi, 1954-1955), interpretato da Phil Tead.
- Bailbondsman (3 episodi, 1954-1955), interpretato da Paul Brinegar.
- Giudice (3 episodi, 1954), interpretato da James Kirkwood.
- Crandall (3 episodi, 1954), interpretato da Lyle Talbot.

Tra le guest star: Merry Anders, Paul Brinegar, Robert Bray, Steve Brodie, Charles Bronson, Sally Brophy, Argentina Brunetti, George Chandler, Walter Coy, Richard Deacon, William Fawcett, Douglas Fowley, James Gleason, Don Haggerty, Peter Hansen, Richard Jaeckel, Burt Mustin, John M. Pickard, Lyle Talbot, Marshall Thompson, Kenneth Tobey, Ben Welden, Peter Whitney, Marie Windsor, Will Wright.

## Produzione
La serie, ideata da Mort R. Lewis e Sam Shayon, fu prodotta da Hal Roach Studios e girata negli Hal Roach Studios a Culver City in California.

### Registi
Tra i registi sono accreditati:
- Erle C. Kenton in 12 episodi (1954-1955)
- Harve Foster in 5 episodi (1954-1955)
- Budd Boetticher in 5 episodi (1954)
- Sobey Martin in 3 episodi (1954-1955)
- Paul Guilfoyle in 3 episodi (1954)

### Sceneggiatori
Tra gli sceneggiatori sono accreditati:
- Mort R. Lewis in 22 episodi (1954-1955)
- Sam Shayon in 22 episodi (1954-1955)
- Lee Loeb in 3 episodi (1954-1955)
- Jerry D. Lewis in 3 episodi (1955)
- Marianne Mosner in 2 episodi (1954-1955)
- John Tucker Battle in 2 episodi (1954)
- David Dortort in 2 episodi (1954)
- Howard J. Green in 2 episodi (1954)
- William Raynor in 2 episodi (1954)
- William P. Rousseau in 2 episodi (1955)

## Distribuzione
La serie fu trasmessa negli Stati Uniti dall'11 marzo 1954 al 23 giugno 1955 sulla rete televisiva CBS.

## Episodi
| Stagione         | Episodi | Prima TV USA | Prima TV Italia |
| ---------------- | ------- | ------------ | --------------- |
| Prima stagione   | 26      | 1954         |                 |
| Seconda stagione | 43      | 1954-1955    |                 |